# День пам'яті захисників України
День пам'яті захисників України, які загинули в боротьбі за незалежність, суверенітет і територіальну цілісність України — пам'ятний день в Україні, який відзначають 29 серпня. Вшановуються військовослужбовці і учасники добровольчих формувань, які загинули, відстоюючи незалежність України.
Символікою цього дня є квітка соняшника, адже у серпні 2014 року на полях саме із цією рослиною полягло багато українських воїнів.

## Історія
24 серпня 2019 року Президент України Володимир Зеленський підписав Указ про затвердження пам'ятного дня.
Дата приурочена до дня найбільших втрат української армії на Донбасі — дня виходу з оточення в Іловайську 29 серпня 2014 року.
2019 року міністр оборони Степан Полторак підписав наказ, згідно з яким увесь керівний склад підрозділів Міністерства оборони та Збройних Сил України вшановуватимуть цей день в Залі Пам'яті.
У 2020 році на всій території України заплановано проведення низки пам'ятних та національно-патріотичних заходів, зокрема Всеукраїнської акції пам'яті «Сонях», передбачено приспущення Державного Прапора України, оголошення загальнонаціональної хвилини мовчання, обмеження розважально-концертних заходів та трансляцій на телебаченні й радіо, покладання квітів до пам'ятників, пам'ятних знаків та місць поховань захисників України.